# Hassan Blasim
Hassam Blasim (in arabo حسن بلاسم; Iraq, 1973) è un poeta, regista e scrittore iracheno.

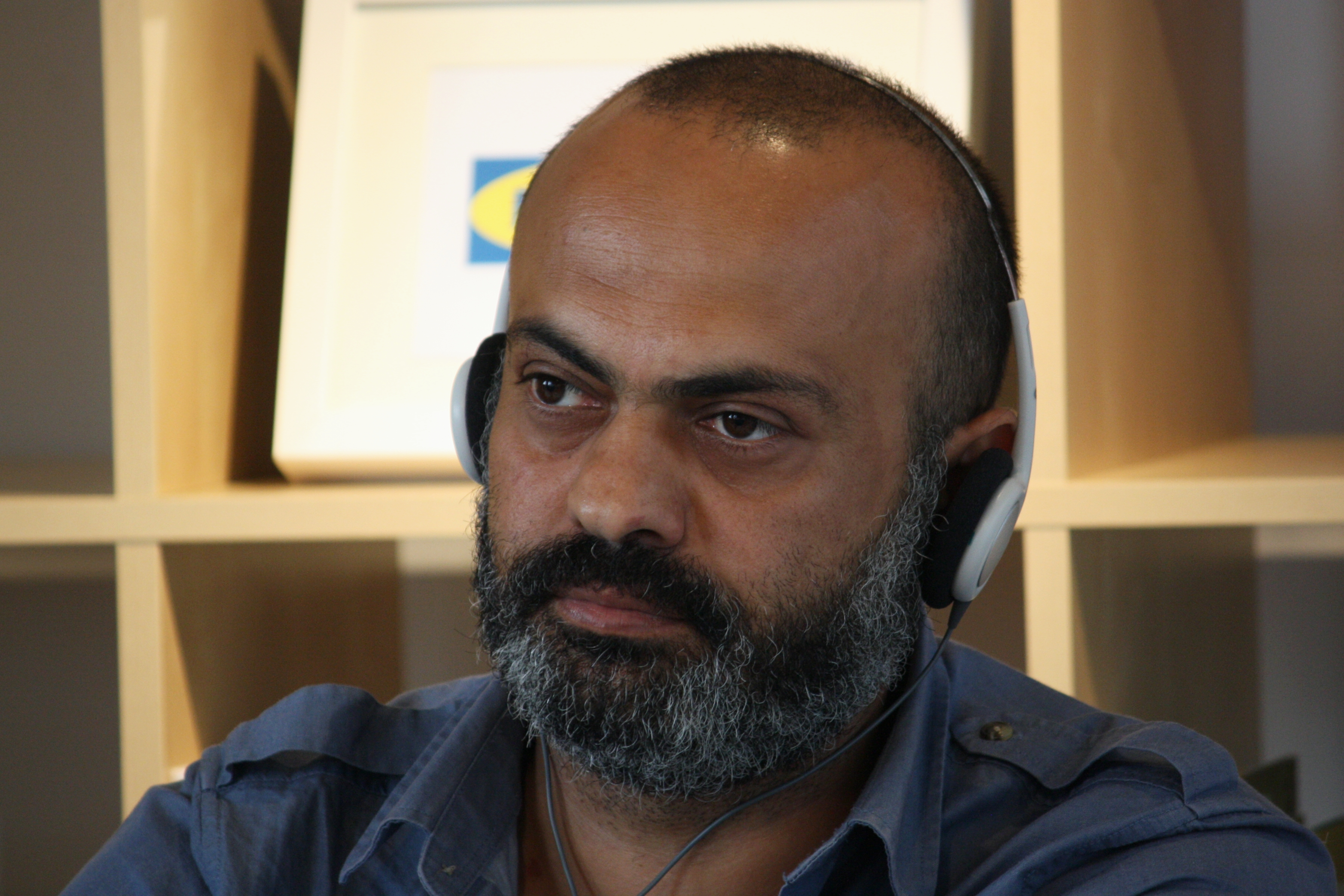
Hassan Blasim

Hassan Blasim si è trasferito in Finlandia come rifugiato nel 2004 dopo aver avuto dei guai con la realizzazione del film The Wounded Camera nella zona curda nel nord dell'Iraq. Ha fatto quattro cortometraggi per la società tv finlandese Yle. La sua raccolta di racconti brevi, suo libro d'esordio, Majnun sahat al-hurriyya (Il matto di piazza della Libertà) è nella long list del premio Independent Foreign Fiction del 2010 e del Frank O'Connor International Short Story Award. La versione originale in arabo è ancora inedita, probabilmente per questioni legate alla censura, ma i racconti in lingua araba si possono leggere sul blog dell'autore.
Ha studiato all'Accademia di Arte Cinematografica di Baghdad, dove due suoi film sono stati premiati. Nel 1998 ha lasciato Baghdad, per continuare a dedicarsi alla sua attività di regista (sotto pseudonimo, per paura di ritorsioni contro i suoi famigliari rimasti nella capitale) a Sulaymaniya, nel Kurdistan iracheno. Nel 2004, in seguito a problemi scaturiti dalla realizzazione del film Wounded Camera, ha dovuto lasciare l'Iraq e si è rifugiato in Finlandia, dove vive tuttora.
Le sue poesie e i suoi racconti sono apparsi in diverse riviste letterarie, siti web e antologie. Hassan Blasim è inoltre coeditore della rivista letteraria on-line IraqStory. 
Un suo racconto tradotto in inglese è apparso nell'antologia Madinah: City Stories from the Middle East, curata da Joumana Haddad (Comma Press, England).

## Filmografia
- The Wounded Camera, Uneton, 2006
- Luottamuksen arvoinen, 2007
- Elämä nopea kuin nauru, 2007
- Juuret, 2008

## Opere letterarie

### Romanzi
- God 99 (2019), romanzo. Comma Press, translated from the Arabic by Jonathan Wright
  - Allah 99, traduzione dall'arabo di Barbara Teresi, Utopia Editore, Milano, 2021.

### Raccolte di racconti
- The Madman of Freedom Square, traduzione dall'arabo di Jonathan Wright, Comma Press, Manchester, 2009,  pp. 96 pp, ISBN 978-1-905583-25-6.
  -  Il matto di piazza della Libertà, traduzione dall'arabo di Barbara Teresi, collana Altriarabi (n. 8), il Sirente, Fagnano Alto, 2012,  pp. 160 pp, ISBN 978-88-87847-36-9.
- The Iraqi Christ, traduzione di Jonathan Wright, Londra, Comma Press, 2013.
  -  Il Cristo iracheno, traduzione di Barbara Teresi, Milano, Utopia Editore, 2022.
- The Corpse Exhibition: And Other Stories of Iraq, traduzione di Jonathan Wright, Londra, Penguin Books, 2014.

### Racconti
- Crossing Martyrs Bridge (2008) short story published in Prospect Magazine: No. 153, December 2008.

### Raccolte di poesie
- The Shia’s Poisoned Child (2016)

### Saggi
- Short Films (2005), raccolta di articoli in: Cinema Booklets: Series of Publications for the Emirates Film Competition. Ed. S. Sarmini. Abu Dhabi: Emirates Cultural Foundation.
- Poetic Cinema (2006), raccolta di articoli. Ed. Salah Sarmini, in: Cinema Booklets: Series of Publications for the Emirates Film Competition. Abu Dhabi: Emirates Cultural Foundation
- Diving into Existing (2007), corrispondenza e diari in collaborazione con Adnan al-Mubarak.
- The Book of Wounded Camera (2007), scritti sul cinema.

### In qualità di editore
- Hassan Blasim, Anoud, Ali Bader, Diaa Jubaili, Mortada Gzar, Zhraa Alhaboby, Khalid Kaki, Hassan Abdulrazzak, Jalal Hasan, Ibrahim al-Marashi, Iraq +100, a cura di Hassan Blasim, New York, Tor Books, 2017,  pp. 192, ISBN 9781905583669.